# Muderiz
Muderis ili muderiz (tur. ← arap. mudäris ) je islamski profesor, nastavnik i osobito se to odnosi na one u medresi ili na teološkom fakultetu. Spada u stalež ulema, vjerskih učenjaka, odnosno u vjersku duhovnu inteligenciju. U osmanskoj državi predstavnici te inteligencije bili su osobe vrlo istaknute uloge u društvu.